# Lamprosema albiflavalis
Lamprosema albiflavalis là một loài bướm đêm trong họ Crambidae.